# 國家情報總監
國家情報總監（英語：Director of National Intelligence，簡稱）是美國聯邦政府的一個公職，屬內閣層級，直接受到美国总统的指揮及管理。這是根據2004年情報改革和防恐法案而設立的，要負責為美國總統、美国国家安全委员会與美國國土安全會議在關係到國家安全的情報事務上的主要諮詢對象及統領包括16個組織的美國情報體系。
现任的美国国家情报总监为圖爾西·加巴德，她于2025年2月12日就任。

## 歷史
在建立國家情報總監之前，美國情報體系的龍頭是中央情報總監。中央情報總監通常也是中央情報局的局長。
國家情報總監這個職位的成立是調查九一一恐怖攻擊事件的九一一調查委員會報告中提出的建議之一。發表於2004年7月22日的報告指出情報上的重大失誤而使得美國情報體系如何對抗國外恐怖份子攻擊而保護美國國家與國土的安全產生疑問。參議員黛安·范士丹、傑·洛克菲勒與巴布·葛拉漢於2002年6月19日提出建立國家情報總監的S.2645號法案。同樣的，這個法案很快就通過了。在詳細的思考與爭論國家情報總監的權力與職權之後，美國國會以眾議院336支持75反對與參議院89支持2反對的票數下通過了2004年情報改革和防恐法案。美國總統喬治·沃克·布希於2004年12月17日簽署實行。另外，該法案也設定國家情報總監這個職位是美國情報體系的龍頭，同時也禁止國家情報總監同時擔任中央情報局局長與其他情報體系的首長。並且，這個法案也要求中央情報局局長向國家情報總監報告他下屬機構的行動。
批評者提到，在該法案的規定中，國家情報總監的權力小到不足以適當領導、管理與改進美國情報體系效能。特別是，該法案讓美國國防部可以管理美國國家安全局、美國國家偵察局與美國國家地理空間情報局。
2005年2月17日，美國總統喬治·沃克·布希任命美國駐伊拉克大使約翰·內格羅蓬特擔任這個職務，並等待參議院的確認。報導指出布希總統的國家情報總監第一人選是前中央情報總監現在擔任德州農工大學校長的羅伯特·蓋茨，然而他拒絕了這項職務。參議院於2005年4月21日以98比2的票數通過內格羅蓬特的任命案，並在同一天於布希總統的監禮下宣誓就職。
2007年2月13日，內格羅蓬特宣誓成為美國常務副國務卿，而約翰·麥可·麥康奈爾成為第二屆的國家情報總監。唐納德·柯爾於2007年10月4日獲任命為美國國家情報首席副總監。他於2007年10月9日宣誓就職。
來自維吉尼亞州的柯爾是最近美國國家偵察局的局長，他過去曾在美國中央情報局（CIA）擔任科技總部（Directorate of Science & Technology）的代理部長。他早年有曾擔任美國司法部的聯邦調查局（FBI）的副局長。他在康乃爾大學獲得博士學位。
記者戴克倫·麥克萊（Declan McCullagh）於2007年8月24日在CNET新聞網站中寫到美國國家情報總監網站設計的使得任何搜尋引擎都無法在該網站搜尋到任何一個頁面。這個設計有效地使美國國家情報總監網站對使用任何搜尋引擎甚至是輪流使用任何搜尋詞都無法找到。
國家情報總監發言人羅斯·范斯坦（Ross Feinstein）說網站的遮掩已經在9月3日移除了，「我們甚至不確定robots.txt怎麼做到的」，但是在9月4日又偶而出現隱藏的現象。麥克萊登錄的部落格在9月7日說國家情報總監網站應該現在再度對搜尋引擎開放了。

## 組織
2004年情報改革和防恐法案規定國家情報總監辦公室（Office of the Director of National Intelligence，ODNI）是美國聯邦政府獨立行政機構來協助國家情報總監。給予國家情報總監辦公室與美國情報體系的預算都是機密。國家情報總監辦公室大約有1,500名雇員。美國國家反恐怖主義中心是國家情報總監辦公室之中最大的組織。
2007年3月23日，國家情報總監約翰·麥可·麥康奈爾宣布組織的變更，這包括：
- 增加一個國家情報副總監（Deputy Director of National Intelligence，DDNI）的職位。
- 增加國家情報分析副總監（DDNI for Policy, Plans & Requirements），取代情報需求主管(DDNI for Requirements)的職位。
- 建立執行委員會（Executive Committee）。
- 指定幕僚長的職位成為情報幕僚長（Director of the Intelligence Staff，DIS）。下圖表示國家情報總監於2007年10月時的組織。

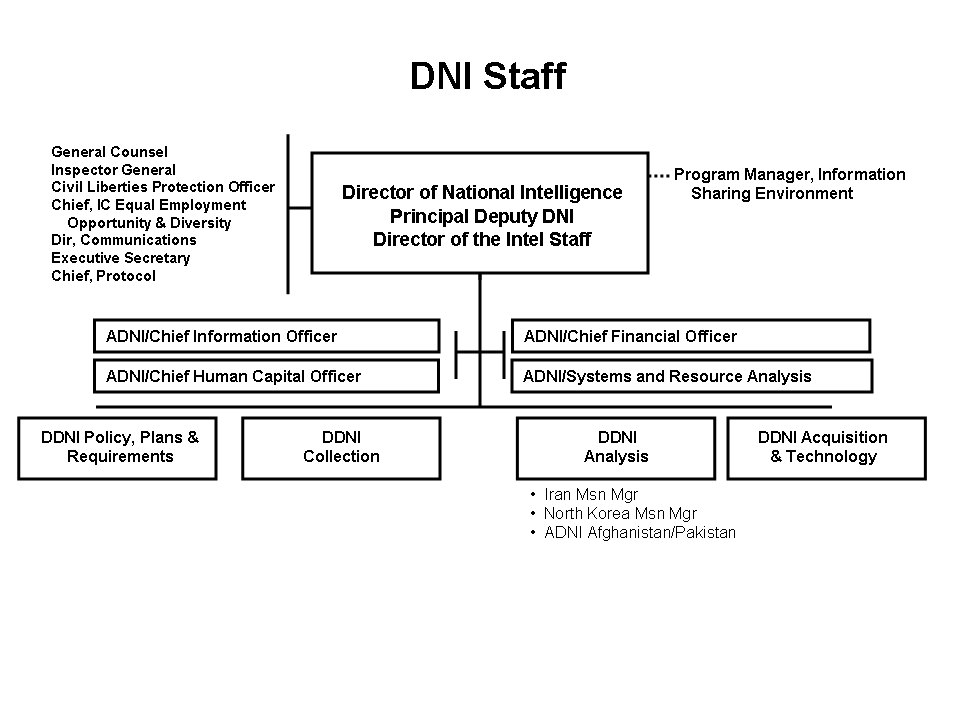
美國國家情報總監辦公室的組織表圖(2007年10月)

### 情報幕僚長
情報幕僚長（Director of the Intelligence Staff）負責協調並統整國家情報總監辦公室各幕僚與各機構的成果。情報幕僚長所轄機關如下：
- 執行秘書與執行秘書處（Office of the Executive Secretariat）
- 法務處（Office of Legislative Affairs）與其處長
- 公關處（Office of Public Affairs）與其處長
- 行政處（Office of Administration）與其處長
- 禮賓處（Protocol Office）與其處長
- 警戒處（Watch Office）與其處長

### 國家情報搜集副總監
國家情報搜集副總監（Deputy Director of National Intelligence for Collection）辦公室是負責透過在國家情報總監之下情報體系協調蒐集情報的事宜，並且確保美國國家情報戰略（National Intelligence Strategy，NIS）重點可以適當地反映出未來計畫與系統取得的決定。
情搜副總監室必須清楚整個完整的情報搜集事務且必須有對於發展共同對於需求與確保過去的經驗能被用在現在和未來的情报搜集系統方面的了解。情搜副總監使情報體系的利益關係人們得到對於這些議題的高層情報。
情搜副總監有四個助理副總監協助之：
- 搜集戰略助理副總監（Assistant DDNI for Collection Strategies）
- 人類情報助理副總監（Assistant DDNI for Human Intelligence）
- 開放資源助理副總監（Assistant DDNI for Open Source）
- 技術方法助理副總監（Assistant DDNI for Technical Means）

### 國家情報分析副總監
情報分析活動的基礎單位則仰賴國家情報分析副總監（Deputy Director of National Intelligence for Analysis），同時也是國家情報委員會（National Intelligence Council，NIC）的主席。2007年3月時，有六個國情分析助理副總監（Assistant Deputy Directors for Analysis，Assistant Deputy Directors for Analysis）：
- 國家情報委員會國情分析助理副總監（ADDNI/A for the National Intelligence Council），同時也是國家情報委員會 （National Intelligence Council，NIC）的副主席
- 總統每日簡報國情分析助理副總監（ADDNI/A for the President's Daily Brief）
- 分析任務管理國情分析助理副總監（ADDNI/A for Analytic Mission Management）
- 整合與標準分析國情分析助理副總監（ADDNI/A for Analytic Integrity and Standards），亦稱分析調查專員（Analytic Ombudsman）[9]
- 分析轉換與科技國情分析助理副總監（ADDNI/A for Analytic Transformation and Technology），亦稱首席技術長（Chief Technology Officer）[10]
- 體系支援國情分析助理副總監（ADDNI/A for Community Support）[11]

## 歷任國家情報總監
| #    | 肖像 | 姓名                                              | 任期                         | 任職時的總統   |
| ---- | ---- | ------------------------------------------------- | ---------------------------- | -------------- |
| 1    |      | 約翰·內格羅蓬特 John Dimitri Negroponte (1939-)   | 2005年4月21日─2007年2月13日  | 喬治·沃克·布希 |
| 2    |      | 約翰·麥可·麥康奈爾 John Michael McConnell (1943-) | 2007年2月13日─2009年1月29日  | 喬治·沃克·布希 |
| 3    |      | 丹尼斯·C·布莱尔 Dennis Cutler Blair (1947-)       | 2009年1月29日－2010年5月28日 | 巴拉克·奥巴马  |
| 代理 |      | 龔培德 David Charles Gompert (1945-)              | 2010年5月28日-2010年8月5日   | 巴拉克·奥巴马  |
| 4    |      | 詹姆士·R·克拉柏 James Robert Clapper Jr. (1941-)  | 2010年8月5日－2017年1月20日  | 巴拉克·奥巴马  |
| 代理 |      | 麥可·鄧普西 Michael P. Dempsey                    | 2017年1月20日-2017年3月16日  | 唐納·川普      |
| 5    |      | 丹·科茨 Daniel Ray Coats (1943-)                  | 2017年3月16日－2019年8月15日 | 唐納·川普      |
| 代理 |      | 約瑟夫·麥奎爾 Joseph Maguire (1951-)              | 2019年8月16日-2020年2月20日  | 唐納·川普      |
| 代理 |      | 理查德·A·格雷內爾 Richard Allan Grenell (1966-)   | 2020年2月20日-2020年5月26日  | 唐納·川普      |
| 6    |      | 约翰·拉特克里夫 John Lee Ratcliffe (1965-)        | 2020年5月26日－2021年1月20日 | 唐納·川普      |
| 代理 |      | 勞拉·蕭 Lora Shiao                                | 2021年1月20日-2021年1月21日  | 喬·拜登        |
| 7    |      | 艾薇兒·海恩斯 Avril Haines (1969-)                | 2021年1月21日-2025年1月20日  | 喬·拜登        |
| 代理 |      | 史黛西·迪克森 Stacey Dixon (1971-)                | 2025年1月20日-2025年1月25日  | 唐納·川普      |
| 代理 |      | 勞拉·蕭 Lora Shiao                                | 2025年1月25日-2025年2月12日  | 唐納·川普      |
| 8    |      | 圖爾西·加巴德 Tulsi Gabbard (1981-)               | 2025年2月12日-現任           | 唐納·川普      |

## 歷任國家情報首席副總監
| 姓名                            | 任期                        | 時任總統       |
| ------------------------------- | --------------------------- | -------------- |
| 麥可·海登空軍上將               | 2005年4月21日─2006年5月26日 | 喬治·沃克·布希 |
| 羅納德·L·伯吉斯陸軍中將（代理） | 2006年6月─2007年1月         | 喬治·沃克·布希 |
| 唐納德·柯爾                     | 2007年10月─2009年1月20日    | 喬治·沃克·布希 |

## 歷任情報幕僚長
| 姓名                    | 任期                    | 時任總統       |
| ----------------------- | ----------------------- | -------------- |
| 羅納德·L·伯吉斯陸軍中將 | 2007年5月─2009年1月20日 | 喬治·沃克·布希 |

## 歷任國家情報副總監
| 姓名                                | 職位           | 任期                    | 時任總統       |
| ----------------------------------- | -------------- | ----------------------- | -------------- |
| 湯瑪斯·芬格                         | 分析           | 2007年5月─2009年1月20日 | 喬治·沃克·布希 |
| 瑪莉·瑪格莉特·葛蘭姆                | 蒐集           | 2007年5月─2009年1月20日 | 喬治·沃克·布希 |
| 大衛·R·雪得                         | 政策規劃與需求 | 2007年5月─2009年1月20日 | 喬治·沃克·布希 |
| 奧爾登·V·莫森(Alden V. Munson, Jr.) | 擷取           | 2007年5月─2009年1月20日 | 喬治·沃克·布希 |

## 100日/500日計畫
國家情報總監辦公室公佈了情報體系100日與500日的偵查合作計畫（Intelligence Community 100 Day & 500 Day Plans for Integration & Collaboration）。這些計畫包括一系列計畫性的主動行動，建立合作的基礎與改革美國情報體系。
- 2007年10月10日公佈〈500日計畫〉(500 Day Plan)[13]。
- 2007年9月13日公佈〈持續100日計畫報告書〉(100 Day Plan Follow Up Report)[14]。
- 2007年9月13日公佈〈持續100日計畫報告書媒體版〉(100 Day Plan Follow Up Report Press Release)[12]。
- 2007年4月11日公佈〈100日計畫〉(100 Day Plan)[15]。
- 2007年4月11日公佈〈100日計畫媒體版〉(100 Day Plan Press Release)[16]。

## 外部連結
- （英文）美國國家情報總監辦公室官方網站（页面存档备份，存于）
- （英文）美國情報系統官方網站（页面存档备份，存于）
- （英文）美國情報系統概論
- （英文）美國國家反恐怖主義中心
- （英文）美國國家反間諜執行局
- （英文）資訊分享環境計畫專案管理主管
- （英文）2004年情報改革和防恐法案（页面存档备份，存于）

### 相關文章
- （英文）. 美國新聞與世界報導.   [2007-12-12]. （原始内容存档于2007-10-14）.
- （英文）重建情報系統的實際過程：內容概要說明書
- （英文）. 華盛頓郵報. 2006年12月9日  [2007年12月12日]. （原始内容存档于2012年10月25日）.
- （英文）從中央情報局情報局長到國家情報總監，美國國家安全檔案資料庫(National Security Archive)